# رودینگ
رودینگ (به لاتین: Rødding) یک شهرک در دانمارک است که در ویجین واقع شده‌است. رودینگ ۲٫۲۸ کیلومتر مربع مساحت و ۲٬۶۷۸ نفر جمعیت دارد.

## خواهرخوانده
شهر گاربزن خواهرخواندهٔ رودینگ هست.